# Pawpawsaurus
Pawpawsaurus („ještěr ze souvrství Paw Paw“) byl obrněný nodosauridní dinosaurus. Žil na konci spodní křídy (věk alb, asi před 105 až 100 miliony let) na území dnešního Texasu (kraj Tarrant County). Jeho fosilie byly objeveny roku 1992 v sedimentech souvrství Paw Paw, takže šlo o současníka jiného nodosauridního ankylosaura rodu Texasetes (podle některých paleontologů jde ale o jeden a ten samý rod).

## Objevy
Je známý podle téměř kompletně dochované lebky. Ta byla podrobně zkoumána počítačovým tomografem v roce 2016, přičemž se podařilo rekonstruovat tvar a velikost mozku, vnitřního ucha i nasálních kavit. Mozek byl původně dlouhý 96 mm (30 % délky lebky) a široký 35 mm. Ukázalo se také, že tento dinosaurus měl slabý sluch, ale relativně dobrý čich. Na základě velikosti lebky bylo spočítáno, že celková délka těla činila asi 4,5 metru, což dělá z tohoto dinosaura středně velkého zástupce své vývojové skupiny. Přesné rozměry tohoto nodosaurida však na základě dostupného fosilního materiálu není možné odhadnout.

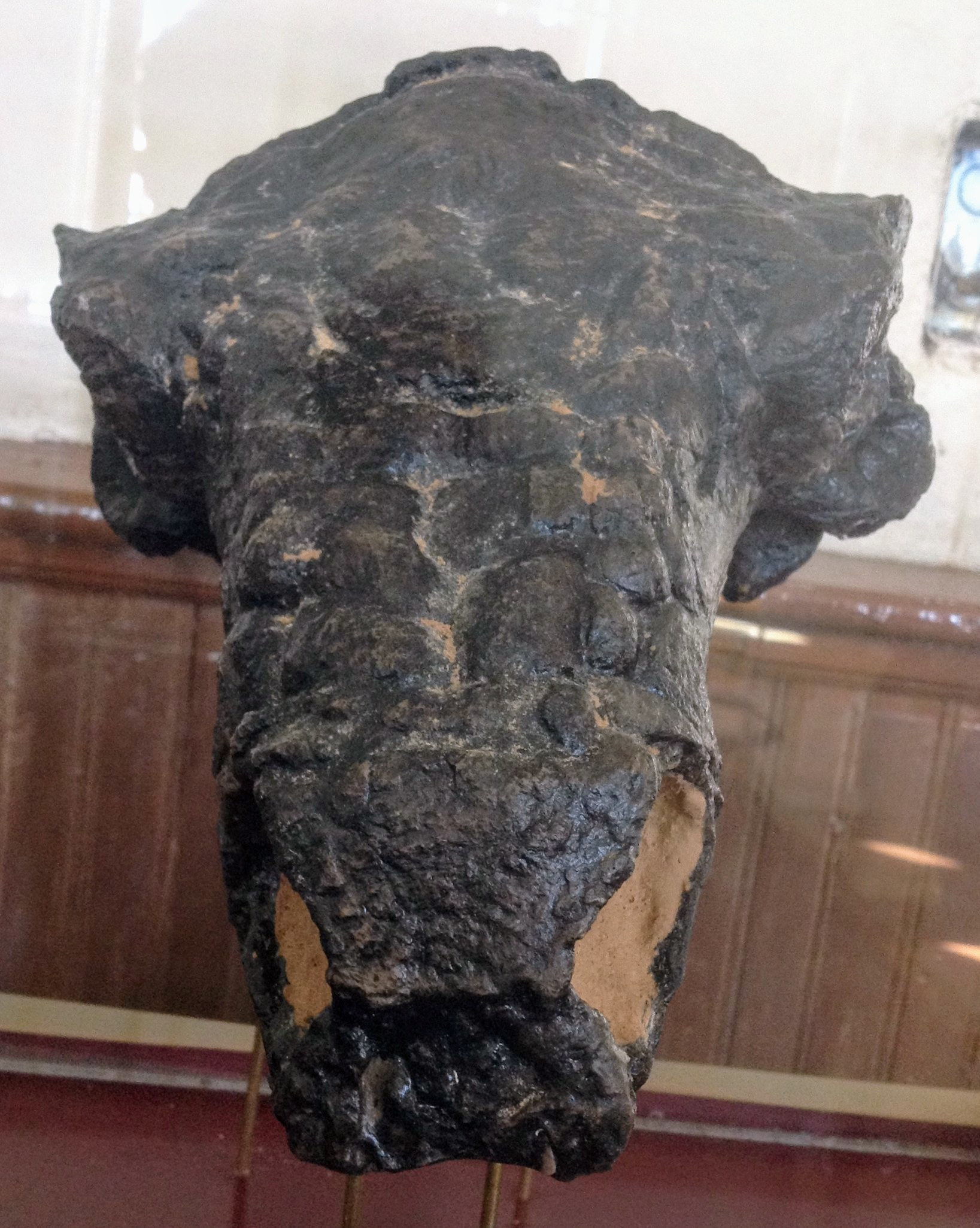
Lebka pawpawsaura.